# 2025-ös Super Formula szezon
A 2025-ös Super Formula szezon az 53. szezonja lesz a legmagasabb szintű japán Formula-sorozatnak, illetve a tizenharmadik Super Formula név alatt. A szezon március 8-án kezdődött Szuzukában és szintén ott ér véget november 23-án.

## Csapatok és versenyzők
| Csapat                               | Motor  | #  | Versenyző          | Fordulók | Akadémia |
| ------------------------------------ | ------ | -- | ------------------ | -------- | -------- |
| Vantelin Team TOM’S                  | Toyota | 1  | Tszuboi Szo        | 1–       |          |
| Vantelin Team TOM’S                  | Toyota | 37 | Sacha Fenestraz    | 1–       |          |
| Kondo Racing                         | Toyota | 3  | Jamasita Kenta     | 1–       |          |
| Kondo Racing                         | Toyota | 4  | Zak O’Sullivan     | 1–       |          |
| Docomo Team Dandelion Racing         | Honda  | 5  | Makino Tadaszuke   | 1–       |          |
| Docomo Team Dandelion Racing         | Honda  | 6  | Óta Kakunosin      | 1–       |          |
| Kids com Team KCMG                   | Toyota | 7  | Kobajasi Kamui     | 1–2, 5   |          |
| Kids com Team KCMG                   | Toyota | 7  | Nonaka Szeita      | 3–4      | Toyota   |
| Kids com Team KCMG                   | Toyota | 8  | Fukuzumi Nirei     | 1–       |          |
| Hazama Ando Triple Tree Racing       | Honda  | 10 | Noda Dzsudzsu      | 1–       |          |
| ThreeBond Racing                     | Honda  | 12 | Mijake Acushi      | 1–       |          |
| docomo business Rookie               | Toyota | 14 | Osima Kazuja       | 1–       |          |
| Team Mugen                           | Honda  | 15 | Ivasza Ajumu       | 1–       | Honda    |
| Team Mugen                           | Honda  | 16 | Nodzsiri Tomoki    | 1–       |          |
| Itochu Enex Wecars Team Impul        | Toyota | 19 | Oliver Rasmussen   | 1–2, 5   |          |
| Itochu Enex Wecars Team Impul        | Toyota | 19 | Nonaka Szeita      | 1–2      | Toyota   |
| Itochu Enex Wecars Team Impul        | Toyota | 19 | Kobajasi Rikuto    | 3–4      | Toyota   |
| Itochu Enex Wecars Team Impul        | Toyota | 20 | Takabosi Micsunori | 1–       |          |
| KDDI TGMGP TGR-DC                    | Toyota | 28 | Kotaka Kazuto      | 1–       | Toyota   |
| KDDI TGMGP TGR-DC                    | Toyota | 29 | Taira Hibiki       | 1–       | Toyota   |
| Sanki Vertex Partners Cerumo・Inging | Toyota | 38 | Szakagucsi Szena   | 1–       |          |
| Sanki Vertex Partners Cerumo・Inging | Toyota | 39 | Ojú Tosziki        | 1–       |          |
| San-Ei Gen with B-Max                | Honda  | 50 | Koide Sun          | 1–       | Honda    |
| Ponos Nakajima Racing                | Honda  | 64 | Szató Ren          | 1–       |          |
| Ponos Nakajima Racing                | Honda  | 65 | Igor Omura Fraga   | 1–       |          |

## Versenynaptár
| Forduló | Helyszín                           | Dátum           | Pályarajz |
| ------- | ---------------------------------- | --------------- | --------- |
| 1       | Suzuka International Racing Course | március 8-10.   |           |
| 2       | Motegi Mobility Resort             | Április 19-20.  |           |
| 3       | Autopolis                          | május 17-18.    |           |
| 4       | Fuji Speedway                      | július 19-20.   |           |
| 5       | Sportsland SUGO                    | augusztus 9-10. |           |
| 6       | Fuji Speedway                      | október 11-12.  |           |
| 7       | Suzuka Circuit                     | november 22-23. |           |

## Eredmények

### Összefoglaló
| Forduló | Helyszín               | Pole-pozíció     | Leggyorsabb kör | Győztes          | Győztes                      | Listavezető      | Előny |
| Forduló | Helyszín               | Pole-pozíció     | Leggyorsabb kör | Versenyző        | Csapat                       | Listavezető      | Előny |
| ------- | ---------------------- | ---------------- | --------------- | ---------------- | ---------------------------- | ---------------- | ----- |
| 1       | Suzuka Circuit         | Nodzsiri Tomoki  | Ivasza Ajumu    | Óta Kakunosin    | Docomo Team Dandelion Racing | Óta Kakunosin    | 4     |
| 2       | Suzuka Circuit         | Nodzsiri Tomoki  | Szató Ren       | Makino Tadaszuke | Docomo Team Dandelion Racing | Ivasza Ajumu     | 7     |
| 3       | Mobility Resort Motegi | Makino Tadaszuke | Tszuboi Szo     | Makino Tadaszuke | Docomo Team Dandelion Racing | Makino Tadaszuke | 5     |
| 4       | Mobility Resort Motegi | Jamasita Kenta   | Tszuboi Szo     | Óta Kakunosin    | Docomo Team Dandelion Racing | Óta Kakunosin    | 1     |
| 5       | Autopolis              | Nodzsiri Tomoki  | Ivasza Ajumu    | Tszuboi Szo      | Vantelin Team TOM’S          | Makino Tadaszuke | 4     |
| 6       | Fuji Speedway          | Nodzsiri Tomoki  | Tszuboi Szo     | Tszuboi Szo      | Vantelin Team TOM’S          | Tszuboi Szo      | 2     |
| 7       | Fuji Speedway          | Tszuboi Szo      | Kobajasi Kamui  | Óta Kakunosin    | Docomo Team Dandelion Racing | Tszuboi Szo      | 3     |
| 8       | Sportsland SUGO        | Ivasza Ajumu     | Ivasza Ajumu    | Ivasza Ajumu     | Team Mugen                   | Tszuboi Szo      | 5     |
| 9       | Fuji Speedway          |                  |                 |                  |                              |                  |       |
| 10      | Fuji Speedway          |                  |                 |                  |                              |                  |       |
| 11      | Suzuka Circuit         |                  |                 |                  |                              |                  |       |
| 12      | Suzuka Circuit         |                  |                 |                  |                              |                  |       |

Pontrendszer
| Pozíció | 1. | 2. | 3. | 4. | 5. | 6. | 7. | 8. | 9. | 10. |
| ------- | -- | -- | -- | -- | -- | -- | -- | -- | -- | --- |
| Pont    | 20 | 15 | 11 | 8  | 6  | 5  | 4  | 3  | 2  | 1   |

Az időmérő edzésen szerezhető pontok
| Pozíció | 1. | 2. | 3. |
| ------- | -- | -- | -- |
| Pont    | 3  | 2  | 1  |

### Versenyzők
(Félkövér: pole-pozíció, dőlt: leggyorsabb kör, a színkódokról részletes információ itt található)
| Helyezés | Versenyző          | SUZ1 | SUZ1 | MOT | MOT | AUT | FUJ1 | FUJ1 | SUG | FUJ2 | FUJ2 | SUZ2 | SUZ2 | Pont |
| -------- | ------------------ | ---- | ---- | --- | --- | --- | ---- | ---- | --- | ---- | ---- | ---- | ---- | ---- |
| 1        | Tszuboi Szo        | 4    | 2    | 4   | Ki  | 1   | 12   | 31   | 4   |      |      |      |      | 95   |
| 2        | Ivasza Ajumu       | 2    | 32   | Ki  | 3   | Ki  | 3    | 2    | 1   |      |      |      |      | 90   |
| 3        | Óta Kakunosin      | 13   | 123  | 2   | 12  | 13  | 10   | 12   | 8   |      |      |      |      | 87   |
| 4        | Makino Tadaszuke   | 10   | 1    | 1   | 23  | 6   | 5    | 9    | 10  |      |      |      |      | 74   |
| 5        | Nodzsiri Tomoki    | 71   | 41   | 9   | 10  | 21  | 21   | 12   | 15  |      |      |      |      | 57   |
| 6        | Sacha Fenestraz    | 11   | 16   | 8   | 4   | 17  | 13   | 5    | 2   |      |      |      |      | 34   |
| 7        | Szakagucsi Szena   | 6    | 15   | 6   | 5   | 5   | 7    | 11   | 53  |      |      |      |      | 33   |
| 8        | Szató Ren          | 3    | 6    | Ki  | 12  | 4   | 11   | 63   | Ki  |      |      |      |      | 30   |
| 9        | Igor Omura Fraga   | 18   | 5    | 3   | 9   | 8   | 9    | 18   | 6   |      |      |      |      | 30   |
| 10       | Fukuzumi Nirei     | Ki   | 14   | 5   | 16  | 9   | 43   | Ki   | 3   |      |      |      |      | 28   |
| 11       | Jamasita Kenta     | 9    | 11   | 7   | 131 | 32  | 12   | 8    | 9   |      |      |      |      | 27   |
| 12       | Kobajasi Kamui     | 5    | 9    |     |     | 73  | 22   | 4    | 19  |      |      |      |      | 21   |
| 13       | Ojú Tosziki        | Ki   | 7    | Ki  | 7   | 10  | 8    | 7    | 12  |      |      |      |      | 16   |
| 14       | Osima Kazuja       | 13   | 10   | 10  | 6   | 15  | 6    | 10   | 18  |      |      |      |      | 13   |
| 15       | Zak O’Sullivan     | 8    | 22†  | 12  | 11  | Ki  | 14   | 16   | 7   |      |      |      |      | 7    |
| 16       | Nonaka Szeita      | 17   | 19   | 11  | 8   |     | 19   | Ki   | 16  |      |      |      |      | 3    |
| 17       | Koide Sun          | 14   | 8    | 14  | 14  | 20  | 15   | 17   | 13  |      |      |      |      | 3    |
| 18       | Takabosi Micsunori | 12   | 20   | 15  | 19  | 11  | 17   | 14   | 11  |      |      |      |      | 0    |
| 19       | Kotaka Kazuto      | Ki   | 18   | 18  | 15  | 12  | 18   | 15   | 14  |      |      |      |      | 0    |
| 20       | Oliver Rasmussen   | Vi   | Vi   |     |     | 14  | 16   | 13   | 17  |      |      |      |      | 0    |
| 21       | Taira Hibiki       | 15   | 17   | 13  | Ki  | 16  |      |      |     |      |      |      |      | 0    |
| 22       | Mijake Acushi      | Ki   | 13   | 17  | 18  | 18  | 21   | Hn   | Ki  |      |      |      |      | 0    |
| 23       | Noda Dzsudzsu      | 16   | 21   | 19  | 17  | 19  | 20   | Hn   | 20  |      |      |      |      | 0    |
| 24       | Kobajasi Rikuto    |      |      | 16  | Ki  |     |      |      |     |      |      |      |      | 0    |
| Helyezés | Versenyző          | SUZ1 | SUZ1 | MOT | MOT | AUT | FUJ1 | FUJ1 | SUG | FUJ2 | FUJ2 | SUZ2 | SUZ2 | Pont |

Megjegyzés:
- † – Nem fejezte be a futamot, de rangsorolva lett, mert teljesítette a versenytáv 90%-át.

## Megjegyzés
1. ↑  Oliver Rasmussen az 1. fordulóban indult, de az első selejtező előtt visszalépett, miután a szabadedzéseken megsérült. Helyére Nonaka Szeita érkezett.

## Külső hivatkozások
- A Super Formula honlapja